# Яворовцы
Яворовцы (укр. Яворівці) — село в Красиловском районе Хмельницкой области Украины.
Население по переписи 2001 года составляло 660 человек. Почтовый индекс — 31055. Телефонный код — 3855. Занимает площадь 2,609 км². Код КОАТУУ — 6822789801.

## Местный совет
31035, Хмельницкая обл., Красиловский р-н, с. Яворовцы, ул. Комарова, 1